# Астапов, Павел Леонидович
Павел Леонидович Астапов (род. 15 июня 1979, Юргамыш, Курганская область) — российский самбист и дзюдоист, призёр чемпионата России по самбо, чемпион и призёр чемпионатов Азии по самбо, мастер спорта России международного класса по самбо, мастер спорта России по дзюдо. Член сборной команды России по самбо (2008 год).

## Биография
Павел Леонидович Астапов родился 15 июня 1979 года в пгт Юргамыш Юргамышского поссовета Юргамышского района Курганской области.
Начал заниматься спортом с семи лет под руководством своего отца Леонида Николаевича. Жили в городе Щучье Щучанского района Курганской области. В юношестве становился победителем и призёром городских (города Кургана) и областных соревнований. В 1996 году, будучи учеником 11 класса, выполнил норматив мастера спорта России.
После окончания школы поступил на факультет физвоспитания в Курганский государственный педагогический институт. Будучи первокурсником выполнил норматив мастера спорта по дзюдо. Бронзовый призёр чемпионата России среди студентов по дзюдо и самбо. Бронзовый призёр первенств России по самбо среди юношей и молодежи, бронзовый призер первенства Азии по самбо.
В 2000 году переехал в город Верхняя Пышма и перевёлся на факультет физвоспитания Уральского государственного технического университета — УПИ, который окончил в 2005 году.
Тренер первой квалификационной категории. Работает тренером-преподавателем по спорту самбо в Санкт-Петербургском государственном бюджетном учреждении спортивная школа олимпийского резерва «Комплексная школа высшего спортивного мастерства».

## Спортивные результаты
- Чемпионат России по самбо 2008 года — ;
- Этап Кубка мира по самбо 2008 года «Мемориал А. А. Харлампиева» — [5];
- Чемпионат Азиатских федеральных округов России по самбо 2010 года — [6];

## Награды и звания
- Звание «Мастер спорта России международного класса» по борьбе самбо.
- Звание «Мастер спорта России» по борьбе дзюдо.